# Damas d'Italie
Damas d’Italie es una variedad cultivar de ciruelo (Prunus domestica), de las denominadas ciruelas europeas.
Una variedad de ciruela de fruta muy antigua utilizada tradicionalmente en la cocina flamenca (Bélgica).

Las frutas tienen un tamaño medio a grande, color de piel azul púrpura a negro púrpura con una pruina espesa azul púrpura, bajo la pruina, la fruta es pegajosa y se ensucia rápidamente, aquí y allá manchas de "ruginoso"/"russetting" gris claro, y muchos puntos pequeños, muy grises, y pulpa de color amarillo verdoso a amarillo dorado claro, textura fina, ligeramente firme, jugosa, y sabor dulce y aromática (como el vino), usos postre en fresco, culinarios y de pasas.

## Historia
Las ciruelas damascenas (Prunus domestica subsp. insititia), "Bullaces" (países anglófonos), "Damascerpflaume" (en Alemania), forman un grupo muy antiguo, que ya se cultivaba en tiempos prehistóricos. Por cierto, el inglés 'Damson' no se puede traducir con Damas, allí se llaman "Bullace". Han surgido una gran cantidad de variedades. La damas original es una ciruela azul ovalada de tamaño mediano cubierta de un espesa pruina azul.
La ciruela damascena es una ciruela que se supone originaria de la región de Damasco ("Damas") y que habría sido traída de Oriente Próximo por los cruzados, en la época de las Cruzadas, que tuvieron lugar entre 1095 y 1291. A veces se dice que la ciruela de Damasco habría llegado a Europa en la época de la segunda cruzada (1147-1149).
'Damas d’Italie' variedad de ciruela, fruta muy antigua utilizada como ciruela de postre en fresco, ciruela pasa, y tradicionalmente en la cocina flamenca (Bélgica).
'Damascena' está cultivada en diversos bancos de germoplasma de cultivos vivos, tales como en National Fruit Collection (Colección Nacional de Fruta) de Reino Unido con el número de accesión: 1958-048 y Nombre Accesión : Prugna Damaschina. Recibido por "The National Fruit Trials" (Probatorio Nacional de Fruta) para evaluar sus características en 1958.

## Características
'Damas d’Italie' árbol de porte idéntico al 'Damas Rojo', solo que el árbol tiene una corteza más clara, gris con superficies blancas, vigor fuerte, sano, compacto y de buena fructificación, requieren poco suelo y ubicación de un lugar cálido. Flor blanca, que tiene un tiempo de floración que comienza a partir del 17 de abril con el 10% de floración, para el 20 de abril tiene una floración completa (80%), y para el 1 de mayo tiene un 90% de caída de pétalos.
'Damas d’Italie'  tiene una talla de tamaño medio a grande, de forma casi redondo, ligeramente aplanado en el lado del tallo, a veces ligeramente torcido y un poco más abollado en la parte inferior que en la parte superior, sutura delgada y poco profunda continúa hasta el fondo; epidermis tiene una piel fina, delgada, algo dura, siendo el color de la piel azul púrpura a negro púrpura con una pruina espesa azul púrpura, bajo la pruina, la fruta es pegajosa y se ensucia rápidamente, aquí y allá manchas de "ruginoso"/"russetting" gris claro, y muchos puntos pequeños, muy grises; pedúnculo bastante corto, algo curvo, pubescente, bien adherido al fruto con la cavidad del pedúnculo estrecha y apenas pronunciada; pulpa de color amarillo verdoso a amarillo dorado claro, textura fina, ligeramente firme, jugosa, y sabor dulce y aromática (como el vino), usos postre en fresco, culinarios y de pasas.
Hueso semi libre, ovalada alargada, turgente, áspera y picada, puntiaguda en la base, roma en el ápice, sutura ventral bastante ancha, superficialmente surcada, roma, sutura dorsal con un surco ancho y poco profundo.
Sus frutos maduran desde finales de agosto durante varias semanas, recogida de la cosecha en tercera decena de agosto, y principios de septiembre.

## Usos
Debido a su sabor bastante bueno tiene valor como ciruela fresca de postre, y una excelente variedad culinaria, y especialmente indicada como ciruela pasa y en conservas.